# E-Rotic
E-Rotic е германска евроденс група.
Създадена е през 1994 г. от вокалистката Лиан Лей и рап-певеца Раз-Ма-Таз (Ричард Майкъл Смит). Характерни за тяхното творчество са предизвикателните и скандални текстове на сексуална тематика, които те най-често изпълняват в оскъдно облекло. Сред популярните хитове на E-Rotic са песните „Fred Come to Bed“ („Фред, ела в леглото“), „Sex on The Phone“ („Телефонен секс“) и „Oh Nick Please Not So Quick“ („О Ник, моля те, не толкова бързо“).

## Дискография

### Албуми
- „Sex Affairs“ (Германия) – 1995 г.
- „The Power Of Sex“ (Германия) – 1996 г.
- „Sexual Madness“ (Германия) – 1996 г.
- „Thank You For The Music“ (Германия) – 1996 г.
- „Greatest Tits“ (Германия) – 1996 г.
- „Kiss Me“ (Япония) – 1996 г.
- „Mambo № Sex“ (Германия) – 1996 г.
- „Gimme Gimme Gimme“ (Япония) – 1996 г.
- „Missing You“ (Германия) – 1996 г.
- „Dancemania Presents“ E-Rotic Megamix (Япония) – 1996 г.
- „Sexual Healing“ (Япония) – 1996
- „The Very Best Of“ (Япония) – 1996 г.
- „Sex Generation“ (Германия) – 1996 г.
- „The Collection“ (Япония) – 1996 г.
- „Total Recall“ (Япония) – 1996 г.
- „Cocktail E-Rotic“ (Япония) – 1996 г.
- „Total Recall“ (Германия) – 1996 г.

### Сингли
- „Max Don't Have Sex With Your Ex“ (Германия) – 1994 г.
- „Max Don't Have Sex With Your Ex“ Remixes (Германия) – 1994 г.
- „Fred Come To Bed“ (Германия) – 1995 г.
- „Fred Come To Bed“ Remixes (Германия) – 1995 г.
- „Sex On The Phone“ (Германия) – 1995 г.
- „Sex On The Phone Remixes“ (Германия) – 1995 г.
- „Willy Use A Billy... Boy“ (Германия) – 1995 г.
- „Willy Use A Billy... Boy“ Remixes (Германия) – 1995 г.
- „Help Me Dr. Dick“ (Германия) – 1996 г.
- „Help Me Dr. Dick“ Remixes (Германия) – 1996 г.
- „Fritz Love My Tits“ (Германия) – 1996 г.
- „Fritz Love My Tits Remixes“ (Германия) – 1996 г.
- „Gimme Good Sex“ (Германия) – 1996 г.
- „Gimme Good Sex Remixes“ (Германия) – 1996 г.
- „Thank You For The Music“ (Германия) – 1997 г.
- „The Winner Takes It All“ (Германия) – 1997 г.
- „Turn Me On“ (Япония) – 1997 г.
- „Baby Please Me“ (Япония) – 1998 г.
- „Die Geilste Single Der Welt“ (Германия) – 1998 г.
- „Oh Nick Please Not So Quick“ (Япония) – 1999 г.
- „Kiss Me“ (Германия) – 1999 г.
- „Mambo № Sex“ (Германия) – 1999 г.
- „Gimme Gimme Gimme“ (Япония) – 2000 г.
- „Queen Of Light“ (Германия) – 2000 г.
- „Don't Make Me Wet“ (Германия) – 2000 г.
- „Billy Jive (With Willy's Wife)“ (Япония) – 2001 г.
- „King Kong“ (Германия) – 2001 г.
- „Max Don't Have Sex With Your Ex 2003“ (Германия) – 2003 г.